# Scatman (Ski-Ba-Bop-Ba-Dop-Bop)
Scatman (Ski-Ba-Bop-Ba-Dop-Bop) ist ein Lied des US-amerikanischen Musikers Scatman John. Der Song ist die erste Singleauskopplung seines Studioalbums Scatman’s World und wurde am 30. November 1994 veröffentlicht.

## Inhalt
Die Botschaft von Scatman (Ski-Ba-Bop-Ba-Dop-Bop) ist, dass jeder Mensch das Beste aus seinem Leben machen soll und etwas erreichen könne, unabhängig von einem möglichen Handicap. So berichtet Scatman John von seinem Problem des Stotterns und dass er es trotzdem geschafft habe, erfolgreich Musik zu machen. Wenn selbst er dazu in der Lage sei, könne es jeder schaffen. Er lasse nun die Scatmusik wiederauferstehen.

“Everybody stutters one way or the other

So check out my message to you

As a matter of fact, don’t let nothing hold you back

If the Scatman can do it, so can you”

## Produktion
Der Song wurde von den Musikproduzenten Antonio Nunzio Catania und Ingo Kays produziert. Als Autoren fungierten Scatman John und Antonio Nunzio Catania.

## Musikvideo
Bei dem zu Scatman (Ski-Ba-Bop-Ba-Dop-Bop) gedrehten Musikvideo führte Gregor Schnitzler Regie. Es ist schwarz-weiß gehalten und verzeichnet auf YouTube über 252 Millionen Aufrufe (Stand: Mai 2025). Das Video zeigt eine Wand, die aus Monitoren besteht. Zu Beginn ist auf den Bildschirmen Scatman John zu sehen, der einen Anzug trägt und das Lied singt. Dabei wird teilweise sein Mund in Nahaufnahme gezeigt. Anschließend sind neben Scatman John verschiedene Menschen auf den Monitoren zu sehen, die den Song mitsingen und dazu tanzen, darunter auch ein Trompeter und ein Schlagzeuger.

## Single

### Covergestaltung
Das Singlecover ist in Blau-schwarz gehalten und zeigt einen geöffneten Mund, in dem orange Blitze zu sehen sind. Rechts oben im Bild befinden sich die weißen Schriftzüge Scatman John und Scatman (Ski-Ba-Bop-Ba-Dop-Bop).

### Titellisten
Single
1. Scatman (Basic-Radio) – 3:30
2. Scatman (Second-Level) – 5:40
3. Scatman (Third-Level) – 5:46
4. Scatman (Game-Over-Jazz) – 5:03

Maxi
1. Scatman (Basic-Radio) – 3:30
2. Scatman (Jazz-Level) – 3:41
3. Scatman (Second-Level) – 5:40
4. Scatman (Third-Level) – 5:46
5. Scatman (Game-Over-Jazz) – 5:03

### Chartplatzierungen
Scatman (Ski-Ba-Bop-Ba-Dop-Bop) stieg am 23. Januar 1995 auf Platz 100 in die deutschen Singlecharts ein und erreichte am 27. März 1995 mit Rang zwei die höchste Platzierung, auf der es sich vier Wochen halten konnte. Insgesamt hielt sich der Song 31 Wochen lang in den Top 100, davon 13 Wochen in den Top 10. Die Chartspitze belegte die Single unter anderem in der Schweiz, Österreich, Frankreich, Belgien und Norwegen. In den deutschen Single-Jahrescharts 1995 erreichte das Lied Position fünf.
| ChartsChartplatzierungen       | Höchstplatzierung | Wochen |
| ------------------------------ | ----------------- | ------ |
| Deutschland (GfK)              | 2 (31 Wo.)        | 31     |
| Österreich (Ö3)                | 1 (15 Wo.)        | 15     |
| Schweiz (IFPI)                 | 1 (27 Wo.)        | 27     |
| Vereinigte Staaten (Billboard) | 60 (13 Wo.)       | 13     |
| Vereinigtes Königreich (OCC)   | 3 (12 Wo.)        | 12     |

| ChartsJahrescharts (1995)    | Platzierung |
| ---------------------------- | ----------- |
| Deutschland (GfK)            | 5           |
| Österreich (Ö3)              | 8           |
| Schweiz (IFPI)               | 4           |
| Vereinigtes Königreich (OCC) | 31          |

### Auszeichnungen für Musikverkäufe
Scatman (Ski-Ba-Bop-Ba-Dop-Bop) erhielt im Jahr 1995 in Deutschland für mehr als 500.000 Verkäufe eine Platin-Schallplatte. Im Vereinigten Königreich wurde es für über 400.000 verkaufte Einheiten 2020 mit Gold ausgezeichnet.

| Land/Region                  | Auszeichnungen für Musikverkäufe (Land/Region, Auszeichnung, Verkäufe) | Verkäufe  |
| ---------------------------- | ---------------------------------------------------------------------- | --------- |
| Australien (ARIA)            | Gold                                                                   | 35.000    |
| Belgien (BRMA)               | Platin                                                                 | 50.000    |
| Deutschland (BVMI)           | Platin                                                                 | 500.000   |
| Frankreich (SNEP)            | Platin                                                                 | 500.000   |
| Italien (FIMI)               | Gold                                                                   | 50.000    |
| Norwegen (IFPI)              | Gold                                                                   | 10.000    |
| Österreich (IFPI)            | Gold                                                                   | 25.000    |
| Schweiz (IFPI)               | Gold                                                                   | 25.000    |
| Vereinigtes Königreich (BPI) | Gold                                                                   | 400.000   |
| Insgesamt                    | 6× Gold · 3× Platin ·                                                  | 1.595.000 |

Bei der Echoverleihung 1996 wurde Scatman (Ski-Ba-Bop-Ba-Dop-Bop) in der Kategorie Erfolgreichster nationaler Song des Jahres ausgezeichnet.